# Amursk
Amursk (tiếng Nga: Аму́рск là một thị xã ở vùng Khabarovsk, Nga, tọa lạc bên tả ngạn sông Amur với cự ly 45 kilômét (28 mi) về phía nam Komsomolsk-na-Amure. Dân số:  47,759 (Điều tra dân số 2002); 58,395 (Điều tra dân số năm 1989). 37.501 (năm 2024). Thị xã có diện tích 11 km².